# Château de Scalea
Le château de Scalea (en italien : Castello Ruffo di Amendolea) est un château médiéval normand en ruine situé dans la commune de Scalea (province de Cosenza), en Calabre,.

## Historique
Il a été construit au XIe siècle comme forteresse militaire par les Normands sur les vestiges d'une forteresse lombarde puis restaurée par les Souabes, les Angevins puis les Aragonais. Pendant la domination normande, les frères Roger et Robert de Hauteville s'y réunirent pour partager les territoires calabrais. Après avoir été une forteresse angevine, elle devient au XVe siècle la résidence privée des différents seigneurs qui dominèrent tour à tour les fiefs de la région ; il a appartenu à la famille Sanseverino en 1442, passa à la famille Caracciolo en 1501 et à la famille Spinelli en 1556, mais fut ensuite abandonné avec la déchéance de la féodalité.

## Galerie

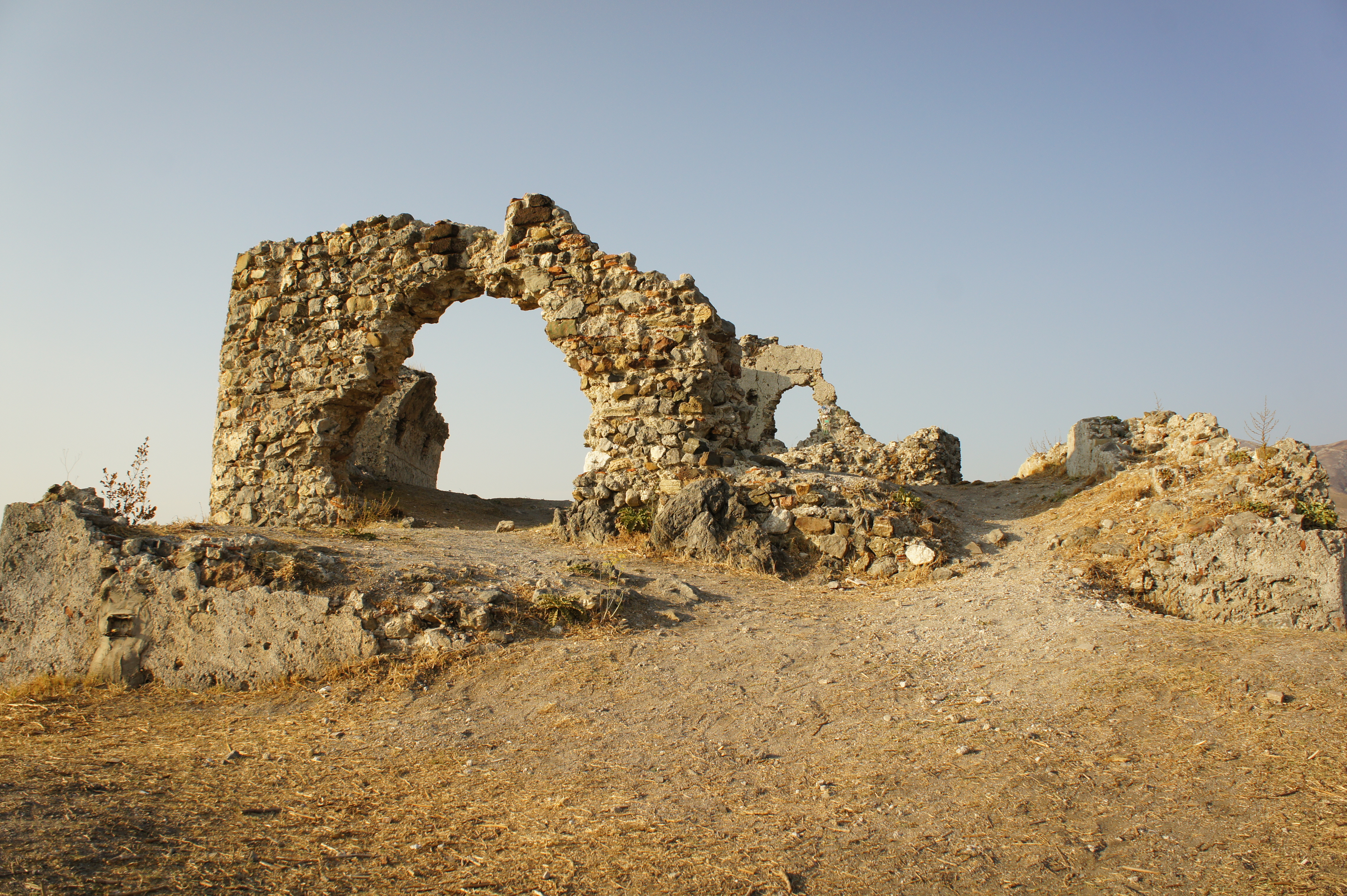
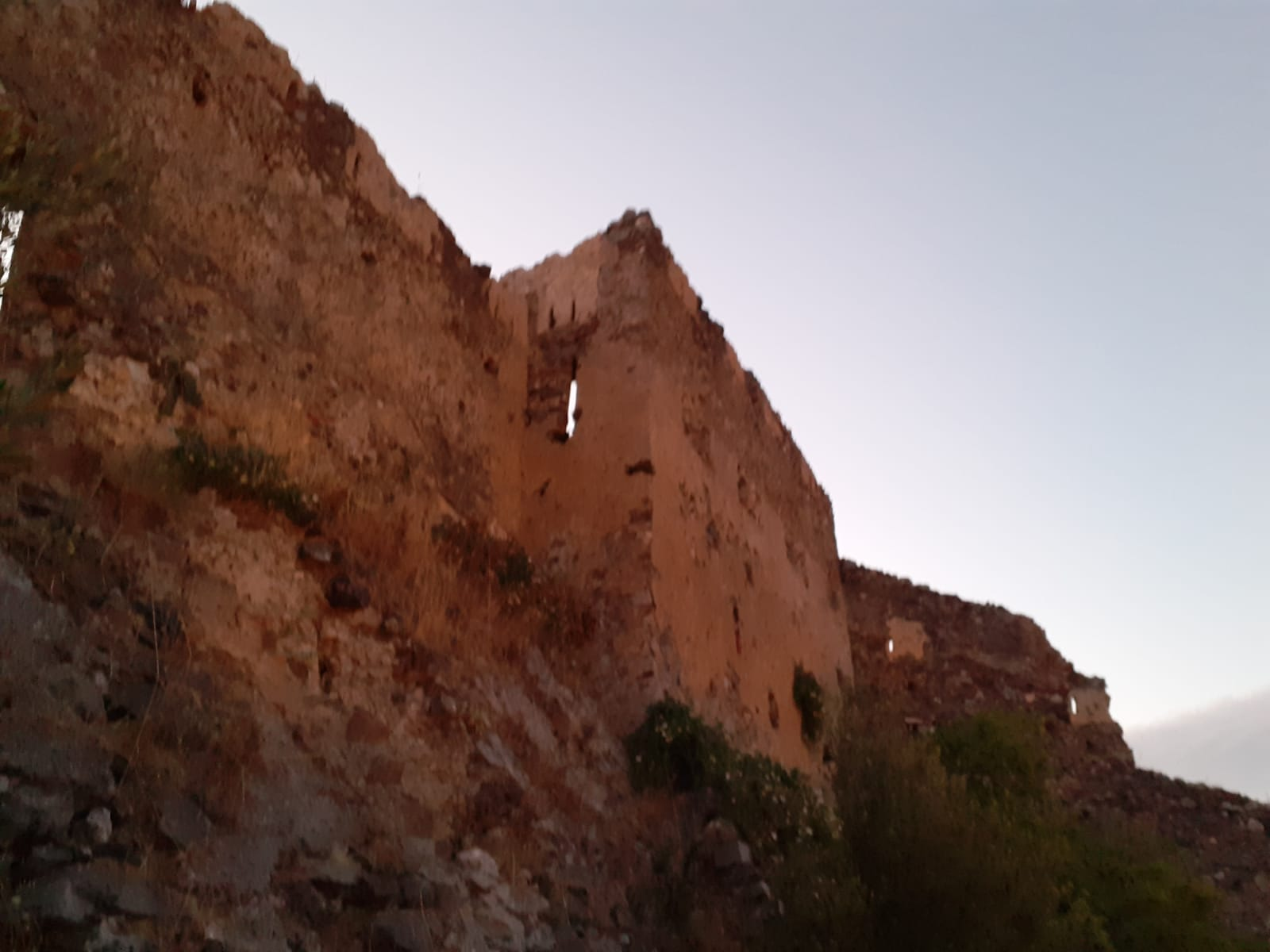